# Topuzarpa, Muradiye
Topuzarpa là một xã thuộc thành phố Muradiye, tỉnh Van, Thổ Nhĩ Kỳ. Dân số thời điểm năm 2011 là 1.181 người.